# Givaldo
Givaldo, właśc. Givaldo Bezerra Cordeiro (ur. 12 marca 1935 w Recife) – piłkarz brazylijski, występujący podczas kariery na pozycji środkowego obrońcy.

## Kariera klubowa
Piłkarską karierę Givaldo rozpoczął w Náutico Recife w 1955 roku. Z Náutico zdobył mistrzostwo stanu Pernambuco – Campeonato Pernambucano w 1960 roku. W latach 1963–1964 występował w Ferroviário Recife. W latach 1964–1968 występował w Volkswagen Clube, w którym zakończył karierę.

## Kariera reprezentacyjna
W reprezentacji Brazylii Givaldo zadebiutował 5 grudnia 1959 w wygranym 3-2 meczu z reprezentacją Paragwaju podczas drugiego turnieju Copa América 1959 w Ekwadorze, na którym Brazylia zajęła trzecie miejsce. Obok tego meczu w turnieju wystąpił w pozostałych trzech meczach z: Urugwajem, Ekwadorem i Argentyną. Ostatni raz w reprezentacji Geraldo wystąpił 27 grudnia 1959 w wygranym 2-1 towarzyskim meczu z reprezentacją Ekwadoru.